# Alex Nelcha
Alexander Angel « Alex » Nelcha Dubard, né le 21 janvier 1968 à Caracas, au Venezuela, est un joueur vénézuélien de basket-ball, évoluant au poste d'ailier fort, devenu entraîneur.

## Carrière

### Palmarès
- Finaliste du Championnat des Amériques de basket-ball 1992